# La Hacienda (Nuevo México)
La Hacienda es un lugar designado por el censo ubicado en el condado de Luna, Nuevo México, Estados Unidos. Según el censo de 2020, tiene una población de 710 habitantes.
En los Estados Unidos, un lugar designado por el censo (traducción literal de la frase en inglés census-designated place, CDP) es una concentración de población identificada por la Oficina del Censo de los Estados Unidos exclusivamente para fines estadísticos. 

## Geografía
Está ubicado en las coordenadas 32°12′22″N 107°43′30″O / 32.20611, -107.72500. Según la Oficina del Censo de los Estados Unidos, tiene una superficie total de 3.50 km², correspondientes en su totalidad a tierra firme.

## Demografía
Según el censo de 2020, hay 710 personas residiendo en la zona. La densidad de población era de 203 hab./km². El 41.7% de los habitantes son blancos, el 1.1% son afroamericanos, el 0.8% son amerindios, el 34.4% son de otras razas y el 22.0% son de una mezcla de razas. Del total de la población, el 79.0% son hispanos o latinos de cualquier raza.